# Associação Brasileira de Direitos Autorais dos Jornalistas

## Associação Brasileira de Direitos Autorais dos Jornalistas
Em novembro de 2000 foi criada a Associação Brasileira de Direitos Autorais dos Jornalistas - Apijor. A iniciativa foi do Sindicato dos Jornalistas Profissionais no Estado de São Paulo e desde o início contou com o apoio da Federação Nacional dos Jornalistas (Fenaj) e de todos os Congressos Nacionais dos Jornalistas desde o de Salvador, em agosto de 2000, quando a proposta foi debatida.
A entidade, cujo nome oficial é Associação Brasileira da Propriedade Intelectual dos Jornalistas Profissionais, mantém convênios com os principais sindicatos de jornalistas do país. Dessa forma, mais de 10 mil jornalistas associados a essas entidades tem seus direitos autorais resguardados pela Apijor, pois os convênios estabelecem que todo associado à entidade conveniada está automaticamente filiado à própria Apijor. É possível, também, a filiação direta.
A base jurídica para a criação da Apijor está na Constituição Federal e no Artigo 97 da Lei de Direito Autoral (LDA).

### Serviços prestados pela Apijor
1. Divulgação da existência dos direitos autorais - embora esteja na Constituição Federal e conte com uma lei específica, é muito comum ocorrer o desrespeito aos direitos autorais no Brasil. Isso se deve, em grande parte, ao próprio desconhecimento desses direitos e das normais legais. Por isso a Apijor faz das iniciativas de divulgação dos Direitos Autorais uma de suas principais atividades;
2. Em janeiro de 2009 a Apijor criou o Portal do Autor, uma comunidade virtual na Internet para congregar os jornalistas e demais interessados na disseminação da cultura do respeito aos direitos autorais;
3. Manutenção de um boletim diário com informações sobre Direitos Autorais dos jornalistas e temas ligados à comunicação, sua democratização e reflexão crítica sobre a prática do jornalismo. O material informativo é produzido para o Portal do Autor e espelhado no sítio institucional da entidade.
4. Ações na Justiça em defesa dos(as) jornalistas associados às entidades conveniadas ou filiados diretamente à Apijor que tenham seus direitos de autor(a) desrespeitados. A entidade já patrocinou mais de uma centena de processos favorecendo jornalistas brasileiros, nas Justiças Civil e Trabalhista;
5. Atendimento para o esclarecimento de dúvidas: um dos serviços mais utilizados pelos jornalistas é o atendimento telefônico ou presencial, tirando dúvidas e solicitando orientações em situação em que os autores sejam prejudicados em seus direitos.
6. Além disso, a Apijor tem se dedicado ao debate sobre as melhores práticas jornalísticas—em maio de 2009 organizou, junto com a ECA-USP, o I Encontro dos Cursos de Jornalismo da Região Metropolitana de São Paulo, para debater o Jornalismo e o interesse público. A entidade foi convidada para ministrar palestras com o tema: “Jornalista é Autor” em diversas faculdades e universidades do país—e à luta pela democratização da comunicação no Brasil. Daí a participação ativa da entidade em todo o processo de preparação da I Conferência Nacional de Comunicação (Confecom, que será realizada entre os dias 14 e 17 de dezembro de 2009, em Brasília.
7. Modelos de contratos e orientações para o correto preenchimento: Ao sugerir aos seus associados e aos interessados em geral um modelo de contrato para o licenciamento de obras jornalísticas, a Apijor contribui para ampliar a segurança jurídica no meio. Os modelos de contrato são totalmente baseados na legislação e garantem tanto os direitos autorais dos jornalistas quanto a segurança de quem contrata as obras. Os modelos disponíveis são:

- Modelo de Contrato de Cessão de Imagem
- Licença de reprodução de obras
- Orientações para o correto preenchimento da licença

### Breve resumo dos nove anos de atuação ininterrupta da Apijor
1. Sítio autor.org: Uma das primeiras iniciativas da Apijor foi lançar, em 2001, sua página institucional na Internet. Nela os interessados encontram desde o texto da Lei n. 9610/98 (LDA), a jurisprudência relativa aos casos envolvendo a defesa de jornalistas, relatos de situações de desrespeito aos direitos autorais que foram aos tribunais, pareceres, a tabela de referência para trabalhos de autoria e serviços jornalísticos e um arquivo de notícias alimentado diariamente, entre tantas outras informações.
2. Encontros de Jornalistas Autores: A Apijor já realizou cinco encontros nacionais de jornalistas autores, dois deles em parceria com a Alcântara Machado – Feiras e Promoções. Agora se prepara para realizar o I Congresso Internacional de Direitos Autorais dos Jornalistas.
3. Palestras em Faculdades e Cursos de Jornalismo para estudantes: A Apijor tem realizado palestras em universidades e cursos de jornalismo sobre os direitos autorais dos jornalistas brasileiros. Em 2009 foram realizadas 27 palestras dessa natureza, além da realização, em maio e em parceria com a Escola de Comunicações de Artes da Universidade de São Paulo, do I Encontro dos Cursos de Jornalismo da Grande São Paulo.
4. Atuação do Departamento Jurídico: A entidade se esmera em divulgar a cultura de respeito aos direitos autorais, pois há um desconhecimento enorme tanto entre os profissionais, como nas empresas, sobre a legislação relativa a esses direitos. Não só no meio jornalístico, mas em todos os meios que vivem de obras intelectuais. Independente do trabalho que faz no sentido de ampliar o conhecimento sobre os direitos autorais, no meio jornalístico e fora dele, a Apijor mantém um atuante Departamento Jurídico, com sede em São Paulo e advogados credenciados em 4 estados e no Distrito Federal. Já foram ajuizadas mais de uma centena de ações em defesa dos jornalistas, com resultados positivos que se aproximam de 100% das causas já encerradas.
5. Parcerias: Para realizar seu trabalho, a Apijor estabelece parcerias com órgãos governamentais, ONGs e a iniciativa privada. Foi graças a uma dessas parcerias, com o Ministério da Cultura, a quem a Apijor apresentou um projeto específico no final de 2008, que se tornou possível a criação do Portal do Autor, com verba do Fundo Nacional de Cultura. Toda instituição ou movimento que tenha como princípio o respeito ao Direito de Autor é um parceiro em potencial da Apijor.

## Ligações Externas
- Constituição Federal
- Lei de Direito Autoral
- Federação Nacional dos Jornalistas
- Sítio oficial da Apijor
- Comunidade dos Jornalistas Autores (Portal do Autor)